# عملة فورية

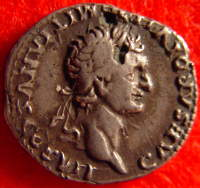
عملة فورى ديناريوس من دوميتيان ، تظهر نقطتين من الكسر في الطلاء

الفورية (تُكتب أيضًا بدون علامة التشكيل، بحرف r واحد، وحرف e واحد) هي عملة معدنية، عادةً ما تكون مزيفة، مصنوعة من قلب معدني أساسي مطلي بمعدن ثمين ليبدو مثل نظيره المعدني الصلب؛ المصطلح مشتق من الكلمة الفرنسية التي تعني "محشو". العملات المعدنية الأكثر شيوعًا مصنوعة من الفضة المطلية والذهب، لكنها مصنوعة أيضًا من سبائك مثل الإلكتروم.
بدأ إنتاج العملات المعدنية الفورية مُنذ سكّ العملات في ليديا في القرن 7 قبل الميلاد، كانت تُصنع من الإلكتروم المطلي. عندما بدأت اليونان وروما في سكّ عملاتهما الخاصة، ازداد شيوع العملات المعدنية الفورية الفضية والذهبية. ولا تزال تُصنع العملات الفورية اليوم، مع أنها لا تُصنع عادةً لخداع الناس.

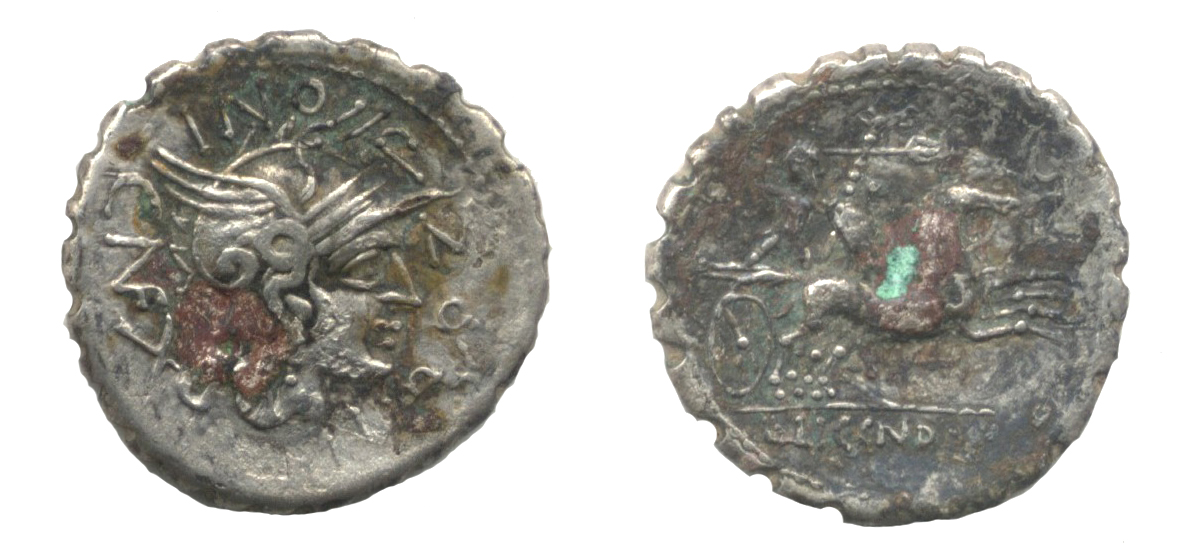
أربعة دينار من L. Pomponius و L. Licinius Crassus و Cn. دوميتيوس أهينوباربوس ، أصحاب المال عام 118 ق.م. يكون اللب النحاسي أكثر وضوحًا في الوجه ، وهو مثال على السيراتي

أقدم طريقة معروفة للكشف عن العملات المزيفة هي إجراء "قطع اختبارية"، أصبحت لاحقًا "علامات المصرفي" والحواف المسننة أكثر شيوعًا. يَذكر شيشرون أن ماريوس جراتيديانوس، وهو قاضي قضائي خلال 80 القرن الماضي، حظي بإشادة واسعة لتطويره اختبارات للكشف عن العملات المزيفة وسحبها من التداول. قُتل جراتيديانوس في عهد سولا، الذي وضع قانونه الخاص لمكافحة التزوير (قانون كورنيليا للتزوير) الذي أعاد استخدام الحواف المسننة على العملات المعدنية الثمينة، وهو إجراء لمكافحة التزييف جُرب سابقًا. تتميز الديناري المسننة، أو السرات، بحوالي 20 علامة إزميل محززة على حافة العملة، صُنعت لإثبات سلامة العملة. لكن الجهد باء بالفشل، كما تشهد أمثلة على العملات المزيفة.
المصطلح اللاتيني للعملة النحاسية المطلية بالفضة هو subaeratus والمصطلح اليوناني هو ὑποχάλκος (hypochalkos) يعني كلاهما "النحاس أدناه".

## إنتاج
بدأ إنتاج العملات المعدنية الفورية تقريبًا في وقت مبكر من إنتاج العملات الأولى في ليديا في القرن 7 قبل الميلاد. انتجت هذه العملات المعدنية من قِبل أشخاص يرغبون في الربح من خلال إنتاج عملة مزيفة تحتوي على محتوى معدني أقل قيمة من قيمتها الاسمية المزعومة. الطريقة الأكثر شيوعًا لإنتاج الفورية هي أخذ رقاقة من النحاس ولفها بورق فضي، تسخينها، وضربها بالقوالب. إذا سُخنت العملة بدرجة كافية وضربها بقوة كافية، فينتج طبقة من سبيكة يوتكتيكية (خليط من 72٪ فضة و 28٪ نحاس له أدنى نقطة انصهار لأي خليط من هذين المعدنين)، مما يؤدي إلى دمج الطبقات معًا. في بعض الأحيان يُرش يوتكتيكي بين الطبقات لزيادة الرابطة. غالبًا ما كان التعرض للخداع يرجع إلى التآكل في النقاط العالية من العملة المعدنية، أو الرطوبة المحاصرة بين الطبقات التي تسببت في فقاعات الرقاقة ثم كسرها مع تآكل القلب.
تضمنت طريقة لاحقة لصنع العملات المعدنية الفورية إضافة الفضة إلى العملة المعدنية الأساسية بعد سكها. سَمحت هذه الطريقة باستخدام كمية أقل من الفضة، ما ازداد أهمية لجعل التزييف مربحًا مع انخفاض قيمة العملة الرسمية. الطريقة الدقيقة التي طُليت بها هذه العملات المعدنية بالفضة غير واضحة، على الرغم من أن الطُرق المحتملة تشمل غمس العملة في الفضة المنصهرة، تلميعها بالفضة المنصهرة، أو رشها بمسحوق الفضة وتسخينها حتى تذوب الفضة.
في المناطق الطرفية، تمر حتى عمليات التزوير الأكثر بدائية: ففي موقع يعود إلى عصر الفايكنغ في كوبرجيت، في يورك، عُثر على نسخة مزورة من درهم عربي، مضروب كما لو كان لإسماعيل بن أحمد (حكم سمرقند، 903-07/8)، من النحاس المغطى بغسيل فضي من القصدير.

## كشف

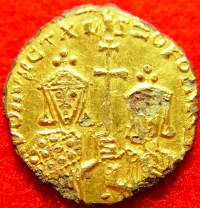
لوحة بيزنطية صلبة ، تصور رومانوس الأول ليكابينوس (يسار) وابنه كريستوفر ليكابينوس (يمين)

أسهل طريقة لتحديد عملة الفوريه هي الوزن، تكون عملة الفوريه ذات النواة النحاسية أخف وزنًا بشكل ملحوظ من عملة معدنية صلبة نظرًا لانخفاض كثافة النحاس. والعكس صحيح أيضًا بالنسبة لعملة الفوريه ذات النواة الرصاصية.
هناك طريقة أخرى لتحديد ما إذا كانت العملة مطلية، الاستماع إلى الصوت الناتج عن سقوطها على سطح صلب. طُبقت هذه الطريقة لأنه إذا كانت العملة، على سبيل المثال، من الفضة الصلبة، فسيكون لها رنين مميز. رغم أن التجار المعاصرين استخدموا هذه الطريقة، إلا أنه لا يُنصح باستخدامها على العملات القديمة اليوم، قد تُتلف، خاصةً وأن العملات الفضية تصبح هشة مع مرور الوقت إذا بدأت الفضة في التبلور.

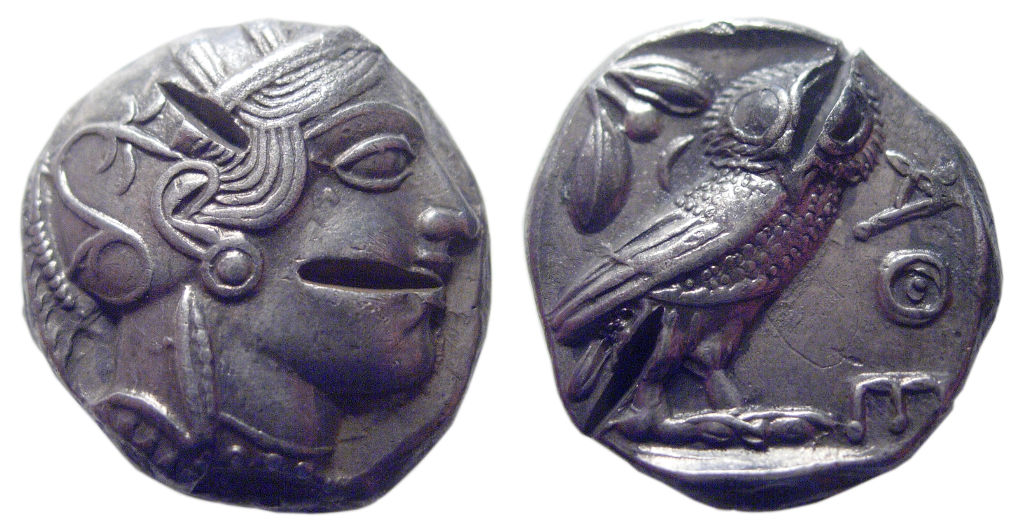
رباعية دراخما من أثينا الكلاسيكية ، يعود تاريخها إلى ق. 449-413 BC ، تحتوي على عدة "قطع اختبارية". بفضل هذه القطع، تُظهر أن العملة مصنوعة من فضة صلبة، وبالتالي فهي ليست عملة فوريه.

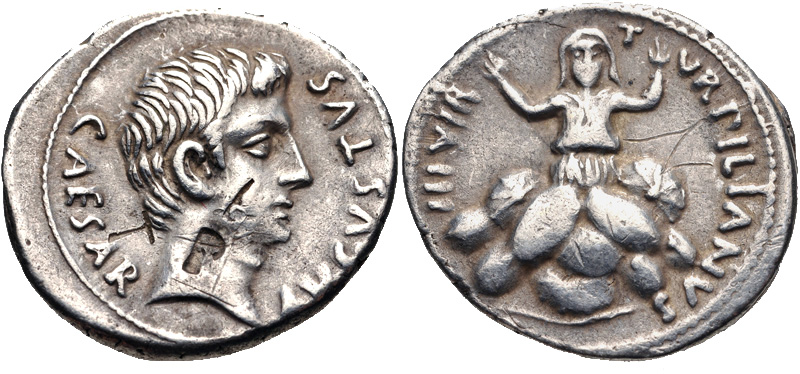
ديناريوس أغسطس عليه "علامات مصرفية" حول تمثال نصفي له في الوجه، تشبه الحرفين T وP. بفضل هذه العلامات، يُظهر أنها مصنوعة من الفضة الخالصة، وبالتالي فهي ليست عملة فوريه.

الطريقة الأوضح للكشف عن عملة مطلية، إذا كان قلب المعدن الأساسي تالفًا أو متآكلًا، مما يكشف المعدن الأساسي. إحدى طرق القيام بذلك كانت إجراء "قطع اختباري"، وهو أمر شائع في العملات اليونانية القديمة. ولكن مع مرور القرون، أصبحت الحواف المسننة و"علامات البنكر" أكثر شيوعًا، يستخدمها التجار لتحديد ما إذا كانت العملة معدنية صلبة. "علامات البنكر" هي رموز، عادةً ما تُمثل حروفًا، تُطبع على العملة. وهي أكثر شيوعًا على الديناري الروماني من أواخر القرن 2 قبل الميلاد إلى القرن 1 الميلادي.
خلال أزمة القرن الثالث، تَطلبت الحروب المستمرة إنتاج كميات كبيرة من العملات، مما أدى إلى انخفاض قيمة العملات المعدنية الثمينة بشكل كبير. في نهاية المطاف، انخفضت قيمة الأنطونيانوس لدرجة أن الأقراص المعدنية الفارغة (الفلان) صُنعت باستخدام 5% أو أقل من الفضة، ثم حُللت لإذابة النحاس عن سطحها وإنتاج سطح إسفنجي من الفضة النقية تقريبًا. عند سَك هذه العملات، تنتج قوة الضرب طبقة رقيقة لامعة من الفضة على السطح، التي عادةً ما تتآكل بسرعة. لا تعتبر هذه العملات "المفضضة" عملات فوريه، لأنها ليست مطلية فعليًا حيث أن المعدن في الواقع عبارة عن طبقة متصلة ولم تُنشأ هذه العملات لخداع الناس.

## أمثلة حديثة
من بين العملات الحديثة، يُعد ربع دولار أمريكي مطلي مثالاً على عملة ليست من فئة "فوريه"، فهي مصنوعة من طبقتين من النحاس والنيكل، بينهما طبقة نحاسية، بالتالي فهي ليست عملة مطلية. أما البنسات الأمريكية الصادرة منذ عام 1982، فهي مثال على فئة "فوريه"، لأنها مصنوعة من الزنك المطلي بالنحاس.
العملات المعدنية من فئة اليورو 1، 2، و5 سنتات مصنوعة من الفولاذ المطلي بالنحاس.

## ملحوظات
1. ↑  "American Journal of Numismatics". American Numismatic Society. 11 يوليو 1997. مؤرشف من الأصل في 2023-11-21 – عبر Google Books.
2. ↑  Illustrated in Richard Hall, Viking Age Archaeology, (series Shire Archaeology) 2010:17, fig. 7.

## روابط خارجية
- مجموعة آرون إميج التي تضم مئات من الأدوات اليونانية والرومانية والسلتية القديمة
- موقع دوغ سميث
- موقع ريد جولدسبورو عن العملات القديمة (فوريري) نسخة محفوظة 2014-07-02 على موقع واي باك مشين.
- موقع وارن إستي الذي يضم مئات الأمثلة على المنتجات المزيفة نسخة محفوظة 2011-03-19 على موقع واي باك مشين.